# Acacia macbridei
Acacia macbridei är en ärtväxtart som beskrevs av James Francis Macbride. Acacia macbridei ingår i släktet akacior, och familjen ärtväxter. Inga underarter finns listade i Catalogue of Life.